# Де Сальво, Альберт
Альберт де Сальво (3 сентября 1931 года, Челси, Саффолк, Массачусетс, США — 25 ноября 1973 года, Уолпол, Норфолк, Массачусетс, США) — американский серийный убийца.

## Биография

### Детство и юность
Альберт Де Сальво родился в Челси, штат Массачусетс в семье итальянского происхождения, которая очень бедно жила в предместье Бостона. Его отец Фрэнк Де Сальво был простым слесарем-водопроводчиком, злоупотреблял спиртным, нередко бил жену, Шарлотту Де Сальво, и детей. Фрэнк Де Сальво был алкоголиком и в какой-то момент выбил все зубы своей жены и сгибал ее пальцы до тех пор, пока они не сломались, на глазах у их детей.
Альберт Де Сальво мучил животных в детстве. В раннем возрасте Альберт вместе с двумя сестрами был отдан работать на ферму за 9 долларов. Они сбежали месяц спустя. Обитая в бедном районе, случалось, что он продавал себя местным гомосексуалам; а свой первый сексуальный опыт Альберт получил, когда ему было 10 лет. Его отец часто приводил проституток домой и заставлял детей наблюдать за ними. В раннем подростковом возрасте начал воровать, часто пересекаясь с законом. Для того чтобы их семья выжила, Фрэнк Де Сальво научил своих детей красть, начав с мелкого воровства в магазинах. Потом случились разбой и кражи со взломом. За регулярное избиение жены и детей Фрэнк Де Сальво был посажен в тюрьму. Две его судимости привели к разводу и распаду семьи в 1944 году.
В ноябре 1943 года 12-летний Де Сальво был впервые арестован за нанесение побоев и ограбление. В декабре того же года его отправили в Лайманскую школу для мальчиков. В октябре 1944 года он был условно-досрочно освобожден и начал работать курьером. В августе 1946 года он вернулся в Лайманскую школу за кражу автомобиля.

### Армия и служба в полиции
Завершив свою вторую судимость и скрыв протоколы о подростковых арестах за взломы и незаконное вторжение в частную собственность, Альберт пошел в армию в возрасте 17 лет. После первого дежурства он был с честью уволен и повторно завербован, а затем отправлен в Германию. Во Франкфурте он познакомился с Ирмгард Бек (Irmgard Beck), католичкой из семьи среднего класса. Он женился на ней и привез в Соединенные Штаты в 1954 году, когда его выслали домой. На военной базе в «Форт Дикс», штата Нью-Джерси, Де Сальво было предъявлено обвинение в попытке растления девятилетней девочки в январе 1955 года, но мать ребенка отозвала свои обвинения, так что Де Сальво был просто уволен со службы с хорошей характеристикой (несмотря на то, что его судили военным трибуналом). Де Сальво служил сержантом военной полиции во 2-й эскадрилье 14-го танкового кавалерийского полка. На фотографиях, на которых Де Сальво арестован 25 февраля 1967 г., запечатлен он в синей форме ВМС США с эмблемой старшины 3-го класса (E-4) на рукаве.

### Убийства и изнасилования
В период с 14 июня 1962 года по 4 января 1964 года в районе Бостона были убиты 13 одиноких женщин в возрасте от 19 до 85 лет; в конечном итоге они были связаны с Бостонским душителем. Большинство женщин подверглись сексуальному насилию в своих квартирах, а затем были задушены предметами одежды. Старшая пострадавшая умерла от сердечного приступа. Двое других были зарезаны, одна из них также сильно избита. Без каких-либо признаков насильственного проникновения в их жилища предполагалось, что женщины либо знали своего убийцу, либо добровольно впустили его в свои дома.
Осенью 1964 года, помимо убийств душителя, полиция также пыталась раскрыть серию изнасилований, совершенных человеком, которого прозвали «Измерителем» или «Зеленым человеком». 27 октября 1964 года незнакомец вошел в дом молодой женщины в Восточном Кембридже, выдав себя за детектива. Он привязал свою жертву к ее кровати, приступил к изнасилованию ее и внезапно ушел, сказав на своем пути «извините». Описание женщины побудило полицию идентифицировать нападавшего как Де Сальво. Когда его фотография была опубликована, многие женщины опознали в нем человека, который напал на них. Ранее 27 октября Де Сальво представился автомобилистом, у которого возникла проблема с автомобилем, и попытался проникнуть в дом в Бриджуотере, штат Массачусетс. Владелец дома, будущий начальник полиции Броктона Ричард Спролс, заподозрил подозрения и в конце концов выстрелил в Де Сальво из дробовика.
Он был известен как «Бостонский душитель», но из-за путаницы в прозвищах, таких как «Зеленый Человек» или «Измеритель», а также многочисленных недоказанных случаев, с рук Де Сальво сошло большинство убийств (похожих по почерку на остальные), чье количество может варьироваться от пятнадцати до тридцати (если «Измеритель» и «Душитель» — одно и то же лицо).

## Арест и суд
27 октября 1964 года Де Сальво был арестован по подозрению в изнасиловании. Его направили в психбольницу. Находясь под арестом за участие в изнасилованиях «Зеленого человека», Де Сальво не подозревался в причастности к убийствам. Только после того, как ему было предъявлено обвинение в изнасиловании, он подробно признался в своей деятельности в качестве Бостонского душителя, как под гипнозом, вызванным Уильямом Джозефом Брайаном, так и без гипноза во время интервью с помощником генерального прокурора Джоном Боттомли. Сначала он признался сокамернику Джорджу Нассару, который затем уведомил своего адвоката Ф. Ли Бейли, который и взял дело Де Сальво.
Он признался в убийстве 13 женщин. Несмотря на некоторые несоответствия, Де Сальво смог привести детали, которые не были обнародованы. Однако не было никаких вещественных доказательств, подтверждающих его признание. Некоторые исследователи сомневаются в достоверности показаний Де Сальво и считают, что он убил около 7 женщин.
Де Сальво предстал перед судом за ранее не связанные преступления грабежа и сексуальных преступлений. В ходе судебного разбирательства 1967 года психическое состояние Де Сальво оценивал доктор Гарри Козол, невролог, открывший в Массачусетсе первый центр лечения сексуальных преступников. Адвокат Бейли заключил сделку о признании вины, чтобы зафиксировать вину своего клиента в обмен на снятие смертной казни со стола, а также для сохранения возможности вынесения окончательного вердикта о невменяемости.
Бейли привел признание в убийствах как часть истории своего клиента на суде в рамках защиты по невменяемости, но судья признал это неприемлемым. Де Сальво был приговорен к пожизненному заключению. Бейли был возмущен решением жюри приговорить Де Сальво к пожизненному заключению: «Моя цель состояла в том, чтобы увидеть, как Душитель попадет в больницу, где врачи могли бы попытаться выяснить, что заставило его убить. Общество лишено исследования, которое могло бы помочь сдерживать других серийных убийц».

## Заключение и побег
Де Сальво был приговорен к пожизненному заключению в 1967 году. В феврале того же года он сбежал с двумя сокамерниками из государственной больницы Бриджуотер. На его койке была найдена записка, адресованная суперинтенданту. В ней Де Сальво заявил, что он сбежал, чтобы сосредоточить внимание на условиях в больнице и своей собственной ситуации. Был начат полномасштабный розыск. Через три дня после побега беглец позвонил своему адвокату, чтобы сдаться. Его адвокат затем послал полицию, чтобы повторно арестовать Де Сальво в Линне, Массачусетс.
После побега убийцу перевели в тюрьму строгого режима, известную в то время как Уолпол, где он позже отказался от признаний по делу Душителя. 25 ноября 1973 года он был найден зарезанным в тюремном лазарете.

## Смерть
Де Сальво был убит в лазарете тюрьмы 16 ножевыми ударами в области сердца в ноябре 1973 года. Роберт Уилсон, который был связан с бандой Уинтер-Хилл, был осужден за убийство Де Сальво, но суд присяжных его оправдал. Позже адвокат Де Сальво Бейли утверждал, что его подзащитный был убит за продажу амфетаминов по цене, меньшей, чем цена синдиката, навязанная заключенным.
Документы Де Сальво хранятся в специальных коллекциях библиотеки Ллойда Сили в Колледже уголовного правосудия Джона Джея в Нью-Йорке. Его документы включают переписку (в основном с членами семьи Бейли) и подарки, отправленные Бейли в виде ювелирных изделий и изделий из кожи, изготовленных Де Сальво в тюрьме.

## Сомнения
Хотя Де Сальво был окончательно связан с убийством Мэри Салливан, остаются сомнения в том, совершил ли он все убийства Бостонского душителя и мог ли еще один убийца все еще находиться на свободе. Когда он признался, люди, знавшие его лично, не поверили, что он способен на преступления. Было также отмечено, что женщины, предположительно убитые «Душителем», были разных возрастов, социального статуса и этнической принадлежности и что их смерть была связана с непоследовательными методами работы.
Сьюзан Келли, автор, которая имела доступ к файлам «Бюро душителей» штата Массачусетс, утверждала в своей книге, что убийства были делом рук нескольких убийц, а не одного человека. В 2000 году журналист Элейн Уитфилд Шарп получила разрешение суда на эксгумацию тел мисс Салливан и Де Сальво для проведения ДНК-тестирования, а также подала в суд несколько исков, чтобы получить доступ к информации и вещественным доказательствам от правительства. Благодаря этим усилиям Шарп смогла выявить несколько несоответствий между признаниями Де Сальво и уликами с места преступления. Например, Де Сальво, как он утверждал, не душил Салливана голыми руками; вместо этого ее задушили лигатурой. Судебно-медицинский патологоанатом Майкл Баден отметил, что Де Сальво неверно указал время смерти жертвы - деталь, в которой Де Сальво ошибся в нескольких убийствах. Наконец, Джеймс Старрс, профессор судебной медицины в Университете Джорджа Вашингтона, заявил на пресс-конференции, что похожее на сперму вещество на ее теле не соответствует ДНК Де Сальво и не может связать его с ее убийством.

## Новые улики
В 2001 году проводилась эксгумация тела Де Сальво и его жертвы Мэри Салливан, для получения образцов ДНК. Результаты показали наличие чужеродного ДНК на теле Салливан, которое дало отрицательный результат при сравнении с ДНК Де Сальво. Полиция уже получила образец ДНК племянника Де Сальво, который дал положительный результат, подтверждая версию убийства Салливан. Новая эксгумация потребовалась, после того как были найдены биологические образцы неизвестного мужчины на уликах с места преступления. 19-летняя Мэри Салливан, была убита и изнасилована в собственном доме, в убийстве был обвинен Де Сальво.
11 июля 2013 года окружной прокурор Саффолка Дэниел Ф. Конли заявил, что анализ ДНК выявил «семейное совпадение» между Де Сальво и данными судебно-медицинской экспертизы в убийстве Салливан, что побудило власти потребовать эксгумации тела Де Сальво, чтобы предоставить окончательные доказательства. Сотрудники правоохранительных органов Бостона заявили, что данные ДНК связывают Де Сальво с изнасилованием и убийством 19-летней Мэри Салливан. 19 июля 2013 года окружной прокурор Конли, генеральный прокурор штата Марта Коакли и комиссар полиции Бостона Эдвард Ф. Дэвис объявили, что результаты анализа ДНК доказали, что Де Сальво был источником семенной жидкости, извлеченной на месте убийства Салливан в 1964 году и это «не оставляет сомнений в том, что Альберт Де Сальво был ответственен за жестокое убийство Мэри Салливан».

## В массовой культуре
- В 1964 году в США вышел фильм «Душитель» с Виктором Буоно в главной роли, который был основан на убийствах «Бостонского душителя».
- В 1968 году режиссёр Ричард Флейшер снял фильм «Бостонский душитель», где Альберта Де Сальво сыграл Тони Кёртис, а детективов, которые его задержали, Генри Фонда и Джордж Кеннеди. Фильм получился очень художественным и предполагал, что Де Сальво был виновен, но изображал его страдающим от множественной личности и совершающим убийства в психотическом состоянии, которого у Де Сальво никогда не диагностировали и даже не подозревали наличия этого расстройства.
- В январе 2007 года вышла книга «Душитель» автора Уильяма Лэндея[англ.][2], в которой Де Сальво признавался в убийствах.
- В игре «Beholder 2», созданной барнаульской компанией Warm Lamp Games, Де Сальво — один из начальников главного героя, славящийся любовью к истязанию работников.